# Anioły na boisku
Anioły na boisku – amerykański film familijny z 1994 roku.

## Obsada
- Adrien Brody jako Danny Hemmerling
- Danny Glover jako George Knox
- Brenda Fricker jako Maggie Nelson
- Tony Danza jako Mel Clark
- Christopher Lloyd jako Al anioł
- Ben Johnson jako Hank Murphy
- Jay O. Sanders jako Ranch Wilder
- Joseph Gordon-Levitt jako Roger Bomman

## Fabuła
Ojciec zostawia 10-letniego Rogera Bommana (w tej roli Joseph Gordon-Levitt) samotnego. Mówi mu, że wróci do niego kiedy Anioły – najsłabsza drużyna ligowa – zaczną wygrywać. Danny modli się, by Anioły zaczęły wygrywać. I tak zaczyna się dziać. Prawdziwe anioły zaczynają pomagać zawodnikom.